# Светинці
Светинці (словен. Svetinci) — поселення в общині Дестрник, Подравський регіон‎, Словенія.